# Tre (singolo Anna Oxa)
Tre è un singolo della cantante italiana Anna Oxa, pubblicato il 7 aprile 2023.

## Descrizione
Il supporto contiene tre brani molto importanti per la carriera dell'artista. Il primo è Sali (canto dell'anima) con cui ha partecipato a Sanremo 2023. 
Il secondo, Primo Cuore (canto nativo), è un brano che l'artista aveva cantato per la prima volta in live nel 2020, ma che fino ad allora era rimasto inedito. 
Infine vi è Processo a me stessa, brano che fu oggetto di forti controversie alla sua partecipazione al Festival di Sanremo 2006, arriva per la prima volta sulle piattaforme di streaming.
Successivamente, nel mese di aprile, i brani Primo Cuore (canto nativo) e Processo a me stessa sono stati resi disponibili anche come singoli a sé stanti.

## Tracce
1. Sali (canto dell'anima) – 4:12 (testo: Anna Oxa, Francesco Bianconi, Kaballà – musica: Fio Zanotti)
2. Primo Cuore (canto nativo) – 4:13 (testo: Anna Oxa, Gady Sassoon, Pasquale Panella)
3. Processo a me stessa – 4:16 (testo: Anna Oxa, Pasquale Panella)